# Match TV (Russie)
Pour les articles homonymes, voir Match TV.
 (février 2024).
Si vous disposez d'ouvrages ou d'articles de référence ou si vous connaissez des sites web de qualité traitant du thème abordé ici, merci de compléter l'article en donnant les références utiles à sa vérifiabilité et en les liant à la section « Notes et références ».
 (octobre 2021).
La mise en forme du texte ne suit pas les recommandations de Wikipédia : il faut le « wikifier ».
Les points d'amélioration suivants sont les cas les plus fréquents. Le détail des points à revoir est peut-être précisé sur la page de discussion.
- Les titres sont pré-formatés par le logiciel. Ils ne sont ni en capitales, ni en gras.
- Le texte ne doit pas être écrit en capitales (les noms de famille non plus), ni en gras, ni en italique, ni en « petit »…
- Le gras n'est utilisé que pour surligner le titre de l'article dans l'introduction, une seule fois.
- L'italique est rarement utilisé : mots en langue étrangère, titres d'œuvres, noms de bateaux, etc.
- Les citations ne sont pas en italique mais en corps de texte normal. Elles sont entourées par des guillemets français : « et ».
- Les listes à puces sont à éviter, des paragraphes rédigés étant largement préférés. Les tableaux sont à réserver à la présentation de données structurées (résultats, etc.).
- Les appels de note de bas de page (petits chiffres en exposant, introduits par l'outil «  Source ») sont à placer entre la fin de phrase et le point final[comme ça].
- Les liens internes (vers d'autres articles de Wikipédia) sont à choisir avec parcimonie. Créez des liens vers des articles approfondissant le sujet. Les termes génériques sans rapport avec le sujet sont à éviter, ainsi que les répétitions de liens vers un même terme.
- Les liens externes sont à placer uniquement dans une section « Liens externes », à la fin de l'article. Ces liens sont à choisir avec parcimonie suivant les règles définies. Si un lien sert de source à l'article, son insertion dans le texte est à faire par les notes de bas de page.
- La présentation des références doit suivre les conventions bibliographiques. Il est recommandé d'utiliser les modèles {{Ouvrage}}, {{Chapitre}}, {{Article}}, {{Lien web}} et/ou {{Bibliographie}}. Le mode d'édition visuel peut mettre en forme automatiquement les références.
- Insérer une infobox (cadre d'informations à droite) n'est pas obligatoire pour parachever la mise en page.

Pour une aide détaillée, merci de consulter Aide:Wikification.
Si vous pensez que ces points ont été résolus, vous pouvez retirer ce bandeau et améliorer la mise en forme d'un autre article.
Match TV est une chaîne de télévision sportive publique fédérale russe, qui a commencé à diffuser le 1er novembre 2015. La chaîne de télévision a été créée sur la proposition du président du conseil d'administration de Gazprom, Alexeï Miller, et conformément aux instructions et au décret du président russe Vladimir Poutine sur la base de la rédaction sportive de Gazprom-Media Holding.

## Histoire

### 1980-1991. Le sixième programme
De la fréquence du sixième mètre est apparu à Moscou et dans la région de Moscou en 1980. Initialement, il avait un émetteur faible de 100 watts et était affecté au service d'alerte de la défense civile.En 1980, lors des jeux olympiques de Moscou, en 1984, lors des compétitions «Droujba» (Amitié) et en 1986, lors des Jeux de bonne volonté, à Moscou et dans la région de canal technique.
À l'époque de la Perestroïka, la chaîne diffusait les jeux olympiques de Séoul et les tournois de tennis des championnats d'Angleterre et de France. Les émissions se sont déroulées sans commentateurs et dans leur intégralité. Au début des années 1990, la fréquence de six mètres était la Dernière libre de la gamme de mètres de Moscou.

### 1991-1993. La chaîne technique
27 de décembre 1991 la chaîne a changé son nom en chaîne Technique dans le cadre de la fin de l'URSS et de la réorganisation de la GTRK de toute l'Union dans la société de radio et de télévision Ostankino, mais elle est restée subordonnée au gouvernement.

### 1993-1994. Couronne Nord
Le 1er janvier 1993, la chaîne a été fondée par l'international Television Business University, fondée à son tour par la Fondation internationale «pour la survie et le développement de l'humanité», en tant que société anonyme fermée «la société de Télévision «North Korona». En collaboration avec la Moscow Independent Broadcasting Corporation
International Television Business University a remporté le concours pour la 6e chaîne de fréquence. Le 24 juillet 1994, la société de télévision a été fermée, son temps d'antenne est passé à la chaîne «TV-6 Moscou».

### 2002. NTV-Plus Sport
Le 22 janvier 2002, à 7 heures, heure de Moscou, la chaîne a commencé à diffuser sur la sixième fréquence de la bande métrique en version démo. On supposait qu'il remplirait le temps d'antenne vide de TV-6 pendant que la question de son sort futur était décidée "au sixième bouton". Initialement, NTV-Plus Sport devait être lancé sur la gamme de mètres pendant la durée des Jeux olympiques de Salt Lake City. Cependant, de graves différends entre les sociétés de télévision (au sujet du titulaire de la licence sur la sixième fréquence) ont conduit à ce que sa diffusion se prolonge jusqu'au milieu du mois de mai de la même année. À l'avenir, il était prévu de prolonger la diffusion de la chaîne jusqu'à l'automne 2002, ainsi que de montrer au public les finales des championnats de la LNH et de la NBA et la coupe du monde de football). Dans les premiers jours, la diffusion de "NTV-plus Sport" sur la sixième chaîne a été réalisée sans publicité le logo du diffuseur, ainsi que le programme de la version satellite.

### Sport (12 juin 2003-31 décembre 2009)
Le 12 juin 2003, VGTRK a lancé une chaîne de télévision appelée «Sport». À cette époque, la chaîne de télévision n'avait pas de fréquence de 6 mètres, mais diffusait sur la chaîne 25, où il était initia
la version de la chaîne de télévision «Euronews», la couverture de diffusion n'était que de 5% de la capitale. Les fondateurs de la nouvelle chaîne de télévision sont devenus VGTRK, le Comité d'état des sports de la fédération de Russie, le gouvernement de Moscou et un partenariat à but non lucratif "Rosmediakom", qui comprenait Vnesheconombank, Sberbank et VGTRK. Le rédacteur en chef de la nouvelle chaîne de télévision est devenu un célèbre journaliste sportif, directeur de la Direction des programmes sportifs la chaîne de télévision «Russie» Vasily Kiknadze, et le producteur 22 juin 2003 à 00: 25 MSK la chaîne de télévision "Sport «a pris la fréquence de la ZAO» Sixième chaîne de télévision «(diffusée sous la marque»TVS"). Pour ce faire, le ministère de l & apos; environnement a accordé une fréquence temporaire, d & apos; abord jusqu & apos; à la fin de 2003, puis jusqu & apos; à la fin de 2004. Malgré cela, dans la première année de diffusion, la chaîne de télévision n'a pas diffusé dans toutes les régions de la Russie. Après la désactivation de la chaîne "TVS«, le propriétaire de la licence — » Moscow Independent Broadcasting Corporation «à la fin de 2004, a transféré les droits de diffusion à la chaîne de télévision»Sport". Le sujet sportif était en conflit avec les termes de la licence, selon laquelle le sixième bouton devait diffuser une chaîne de télévision publique et politique. Le concept de la chaîne «TV-6» était également au cœur de la licence «mnvk». Mais cela n'a pas commencé à diffuser et «mnvk» a été liquidée et, par conséquent, la diffusion de la chaîne a duré jusqu'en juillet 2007, lorsque la licence a expiré.
La grille de diffusion de la chaîne, en plus des émissions sportives directes et différées et des bulletins de nouvelles «Vesti-Sport», comprenait également des formats d'examen de Studio sur le football russe, le hockey, le basket-ball, le sport automobile et le volleyball. A poursuivi la diffusion d'un programme de Grégoire de Твалтвадзе «Or piédestal» (d'abord dans l'éther sortaient répétitions, puis les derniers numéros). Toujours dans la grille, il y avait des critiques traduites des championnats de football anglais, français et Italien, des documentaires traduits et des émissions sur le sport (leur diffusion a cessé au milieu des années 2000). À eux en 2004 s'ajoute une petite émission «temps Supplémentaire». La société de télévision NTV-Plus a joué un rôle important dans son existence: ainsi, Alexey Burkov, alors directeur des chaînes sportives, est devenu l'un des principaux dirigeants de la chaîne de télévision et un accord de coopération a été conclu entre les chaînes de télévision. Il a permis à Sport d'afficher des émissions individuelles de NTV-Plus dans l'enregistrement quelques semaines après la diffusion — avec le logo parallèle de NTV-plus Sport. Par la suite, cette coopération sera annulée pour des raisons obscures.
En août 2004 et février 2006, lors de la diffusion des jeux olympiques d'été d'Athènes et des jeux olympiques d'hiver de Turin en mode non-Stop, les classements de la chaîne ont atteint des Records pour la chaîne spécialisée — 11,2% et 14,7 %.
Le 24 juillet 2007, la licence de la chaîne a été révoquée. Le 29 août a eu lieu un concours pour un pool de fréquences sous le concept de «diffusion Sportive». «Sport» et «7TV»ont participé au concours. La Commission fédérale de la concurrence a donné la préférence au "Sport «et, par conséquent, l'émission» Sport" a continué sur les mêmes fréquences.
Du 3 septembre 2007 au 30 décembre 2009, la chaîne de télévision pour enfants bibigon a été diffusée le matin sur la chaîne sport. Au cours de ces émissions, le logo de la chaîne de télévision «Sport» s'est adapté au logo «bibigon».

### Rossiya 2 (1 janvier 2010-31 octobre 2015)
Le 30 septembre 2009, on apprend que la chaîne de télévision «Sport» va changer de nom et changer de concept. Dans le même temps, la radiodiffusion sportive, selon le communiqué, sera maintenue — il occupera un tiers de la grille de diffusion.
Le 23 décembre 2009, dans une interview accordée au journal «Kommersant», Dobroteev a confirmé que les émissions sportives resteront sur la chaîne de télévision et qu'en février, la majeure partie du temps d'antenne sera consacrée aux émissions des compétitions des jeux olympiques d'hiver de Vancouver. En outre, il a été confirmé que le 1er janvier 2010, le changement de marque aura lieu[9].
Le 1er janvier 2010, à minuit, heure de Moscou, la chaîne de télévision a changé son nom en « Rossiya 2 ».
Le 11 janvier 2010, dans une interview accordée à RIA «Novosti», Dmitry Mednikov, rédacteur en chef de la chaîne de télévision, a déclaré que la direction de VGTRK «a beaucoup d'idées» sur ce que devrait être la chaîne de télévision, mais la tâche principale de «Rossiya 2» est d'attirer l'intérêt d'un large public pour la diffusion sportive.
Le 12 mars 2010, quelques heures avant le début du premier match du championnat de Russie de football, entre VGTRK et NTV-Plus, les négociations ont commencé sur la diffusion des matchs du championnat. Le 6 avril, les négociations sont dans l'impasse. Les députés de la Douma d'État, qui ont proposé d'obliger VGTRK à acheter les droits de diffusion des matchs, et les fans ordinaires, en particulier, un résident de Primorye Nikolai Smirnov a proposé d'acheter ensemble les droits de diffusion de « NTV-Plus ».
Le 25 avril 2010, le Premier ministre russe Vladimir Poutine annonce que « Rossiya 2 » diffusera les matchs du championnat de Russie de football et a promis d'aider VGTRK avec de l'argent si nécessaire.
En août 2010, VGTRK a acquis les droits de diffusion de la Premier League anglaise de football, qui appartenait auparavant à « NTV-Plus ». Depuis la saison 2013-2014, la premier League est à nouveau diffusée par NTV-Plus.
De novembre 2011 à juin 2012, la chaîne de télévision Rossiya 2 a montré les matchs de la LNH.
Du 1er juin 2013 au 1er novembre 2015, la chaîne a fermé un certain nombre d'émissions de télévision sportives de sa propre production.
Lors des jeux olympiques d'hiver de 2014, Rossiya 2 est devenue une chaîne olympique ouverte 24h / 24. Toutes les émissions qui y sont diffusées, à l'exception des émissions en direct des jeux olympiques, ont été temporairement annulées. Après la fin des jeux olympiques de Sotchi, tous les programmes ont été diffusés.

### 2015-présent. Match TV
Le 17 avril 2015, Media Holding RBC a publié initialement des informations non confirmées officiellement que la chaîne de télévision «Russia-2 «pourrait être transférée à Gazprom-Media Holding et sur sa base,» NTV-Plus «envisage de créer une chaîne de télévision sportive à part entière.
Le 20 avril 2015, selon l'agence Tass, le ministre des sports de la fédération de Russie, Vitaly Moutko, lors d'une conférence de presse à Sotchi, s'est inquiété de l'absence d'une chaîne de télévision sportive publique en Russie. Il a déclaré que la question de la radiodiffusion sportive devrait être examinée lors du conseil du président de la fédération de Russie sur le développement de la culture physique et du sport, mais a refusé de divulguer des détails sur les décisions en cours.
Le 2 juin 2015, le conseil s'est réuni. Au cours de celui-ci, le président du conseil d'administration de Gazprom-Media Holding, Dmitry Tchernychenko, a annoncé la création d'une nouvelle chaîne de télévision sportive publique spécialisée, formée sur la base de production et technologique de NTV-Plus et de l'ANO Sport Broadcasting, ainsi que du réseau de distribution de la chaîne de télévision Russia-2.
Le 25 juin 2015, selon le point 4 de la liste des instructions à l'issue de la réunion du conseil, signée par le président de la Russie.
Le 1er août 2015, les travaux sur la création d'une chaîne de télévision publique obligatoire à l'échelle de la Russie ont été achevés. La nouvelle chaîne de télévision a reçu le nom de « Match TV », son fondateur est une société à responsabilité limitée du nom de National Sports Channel. Selon le journal Vedomosti, également exprimé par le commentateur sportif Gueorgui Tcherdantsev, tous les employés de la chaîne de télévision » Rossiya 2 « pourraient aller travailler dans» Gazprom-Media Holding". La célèbre présentatrice de télévision, productrice, personnalité publique Tina Kandelaki (producteur général) et ex-PDG de la chaîne «Home» Natalia Bilan (directrice créative) et Natalia Korotkova (directrice du programme) ont dirigé «Match TV». La nomination de Kandelaki a été accueillie de manière ambiguë par les téléspectateurs et les employés de la chaîne «NTV-plus Sport plus».
Le 11 août 2015, un scandale a éclaté entre Kandelaki et le commentateur sportif Vassili Outkine, qui a annoncé son refus de travailler avec la nouvelle directrice, mais a changé d'avis un mois plus tard.
À la mi-septembre 2015, le logo de la nouvelle chaîne de télévision dans le style du constructivisme soviétique a été conçu par le Studio Shandesign et présenté. Il a immédiatement été fortement critiqué par les concepteurs. En direct, tous les symboles de ce logo changent de couleur toutes les 7 secondes, passant du rouge au blanc, et vice versa, pendant la publicité, le logo disparaît de l'écran. Le 25 octobre, les rappeurs Basta et Smokey Mo ont enregistré un clip musical pour la chanson «Final match», qui est devenu l'hymne de la chaîne. Le réalisateur de la vidéo a été Rezo Guiguineïchvili. Plusieurs publicités ont été filmées avec la participation des commentateurs de «Match TV» et de plusieurs dizaines d'athlètes célèbres.
Au début d'octobre 2015, les employés des branches de l'ano «Sport Broadcasting» ont reçu des avis de licenciement dans le cadre de «l'achèvement des activités statutaires de la société». L'équipement de l'entreprise, qui a été utilisé lors des jeux olympiques d'hiver de 2014 à Sotchi, — 12 stations de télévision mobiles, 7 stations mobiles de communication par satellite, deux stations mobiles d'équipements spéciaux, du matériel central mobile et bien plus encore — a été transféré à Match TV et aux régions, mais seule une partie du personnel de Panorama. Le coût de cet équipement est de 150 millions de dollars américains.
Le 15 octobre 2015, dans le métro de Moscou à la vente des uniformes des billets de 60 voyages (tirage total de la série s'élève à 1 200 000 pièces), et a été publiée de la publicité avec l'image de Alena Zavarzina, Yelena Isinbayeva, Alina Kabaïeva, Alexandre Kerjakov, Timofeï Mozgov et Tatiana Navka. L'action est programmée pour le lancement de Match TV.
La présentation officielle de la chaîne de télévision pour la presse et les futurs téléspectateurs se déroule le 29 octobre 2015 à l'hôtel Radisson Royal de Moscou.

## Premières années
Le 1er novembre 2015 à 06:30 heure de Moscou, la chaîne de télévision «Match TV» a commencé à travailler. Ce jour-là, en raison du deuil des victimes de l'accident d'avion en Egypte, il y a eu des changements dans la grille de diffusion, la diffusion de la publicité commerciale a été annulée. Le match de la Ligue Unifiée VTB CSKA - "Kalev" a été diffusé en direct à 13:00 GMT. La première diffusion de hockey sur la chaîne de télévision était un duel entre les équipes de la capitale «Dynamo» et «Spartak», a commencé quatre heures plus tard. Dans l'intérêt de la télévision, la KHL a reporté deux autres réunions invités des rouge et blanc en saison régulière, précédant ce Derby, et le match de la rfpl «Spartak»-«Oural» a été retardé de 10 minutes pour montrer une série de tirs. La qualification de la 17e étape du championnat du monde de course automobile dans la catégorie «formule 1» a été diffusée le 31 octobre sur Rossiya 2, et le grand prix du Mexique-le 1er novembre déjà sur «Match TV». Les notes de la chaîne à l'issue des premiers mois de travail étaient inférieures à celles de Rossiya 2. Selon la publication en ligne Colta.ru. à la fin de 2015,» Match TV " était le 19ème plus populaire parmi les chaînes de télévision fédérales. À la fin de 2016, il a continué à céder à Rossiya 2, la part d'audience des hommes de 25 à 59 ans était de 3,2%. Au cours de la première année de diffusion, 6,5 milliards de roubles ont été dépensés pour l'achat des droits de diffusion des compétitions sportives, qui n'ont pas pu être remboursés.
Le 18 novembre 2015 «RBC a publié une enquête selon laquelle la chaîne de télévision a réussi à organiser une campagne publicitaire dans le métro de Moscou en fait gratuitement, alors que le seul opérateur publicitaire du métro est déjà privé de la possibilité de placer une publicité. "Match TV «à la demande d'aider dans sa campagne publicitaire a réussi à obtenir le soutien de "L'unité d'état" métro de Moscou", dont les employés ont collé des autocollants. D'autres agences de publicité ont été refusées à une demande similaire, car la publicité commerciale devrait être distribuée par un nouvel entrepreneur, qui sera encore sélectionné dans la vente aux enchères. Le ministère des transports de Moscou a déclaré qu'il ne considérait pas les autocollants «Match TV» comme une publicité commerciale et que les revenus du métro provenant de cette opération étaient égaux aux coûts. Dans le même temps, selon la loi, la publicité d'importance publique est obligée d'avoir les armoiries de Moscou et l'inscription clarifiante: «avec le soutien du gouvernement de Moscou», qui ne figurent pas sur ces autocollants. Dans le cas où ladite publicité était toujours distribuée à condition d'importance publique, son coût serait de 20% de la liste des prix (5 millions de roubles au lieu de 25,3 millions de roubles par mois).
Le 25 janvier 2016, à 6:00 heure de Moscou, il y avait un changement de marque des chaînes de télévision sportives «NTV-Plus». Dans le même temps sur la fréquence de la chaîne de télévision «NTV-plus sport "a été lancé une version internationale de" Match TV sous le nom de " Match! Planèt". Sa tâche principale est de populariser le sport russe en montrant des compétitions nationales en direct dans d'autres pays. Diffusion de sa propre production sur la chaîne de télévision "Match! Planète " est pratiquement absent, car il n'a pas le droit de montrer de nombreuses compétitions étrangères. Par conséquent, certaines émissions des autres chaînes de sous-Holding y sont dupliquées. La grille de diffusion de la version internationale de "Match TV " comprend des bulletins de nouvelles, des émissions «Vous pouvez plus!», «Intérêt sportif», «Rio attend», "Anatomie du sport" et d'autres.
En septembre 2016, la chaîne de télévision a refusé de diffuser les jeux paralympiques, où les athlètes russes n'ont pas été admis. Selon Candelaki, la décision est justifiée par l'estime de soi et le respect du pays.

## Actualité
Le 25 mai 2017, Match TV a intenté une action en justice contre le site Sports.ru, l'accusant de diffuser illégalement des extraits de matchs de la Ligue nationale de Football. En réponse Sports.ru a accusé la chaîne de télévision d'avoir emprunté des textes et menacé de reconduction. Selon Vassili Outkine, dans le cadre d'économies ou d'un éventuel manque à gagner des Russes.
En août 2017, Match TV n'a pas commandé de studios et de postes de commentateurs à Pyeongchang, et seuls des correspondants iront en Corée du Sud pour couvrir les jeux olympiques de 2018. Tous les autres commentateurs travailleront à Moscou. Dans le même temps, le gouvernement russe a décidé d'allouer 1 milliard de roubles à Match TV pour la couverture de l'Universiade en 2019.
En octobre 2017, la chaîne est devenue une partie de la Holding «GPM Entertainment TV», dirigée par Arthur Janibekyan. Ancien directeur du sous-Holding " Match!" Dmitry Granov à la suite des permutations est devenu le directeur exécutif de «Match TV».
Le 12 juin 2018, en collaboration avec Rostelecom, la chaîne «Match! Ultra»
En 2019-2021, de nombreux grands tournois de football sont partis avec «Match TV». En avril 2019, Rambler Group rachète les droits de diffusion des matchs de la première League anglaise pour une durée de 3 ans. Le tournoi sera diffusé sur le service vidéo Okko (inclus dans Rambler) à partir de la saison 2019/2020. Okko a été invité à commenter les matchs de l'APL de nombreux anciens employés de "match TV": Vladimir Stognienko, Alexandre Yelaguine, Roman Gutzeit. Cependant, à partir de la saison 2022/2023, les droits de diffusion des sous-titres seront à nouveau transférés à «Match TV». La Liga, la Coupe d'Italie, la Ligue des Nations, les qualifications pour Les Championnats d'Europe 2024 et 2028 et la Coupe du monde 2026
Le 1er novembre 2019, " Match TV "a changé le logo, la conception graphique et le slogan — "chaîne de Télévision" Match! "L'Empire du sport".
Depuis le mars de 2020 en raison de nombreux annulations des compétitions sportives en raison de la situation épidémiologique dans le monde, le canal a rempli la grille de diffusion d'un grand nombre de programmes de leur propre production (y compris des émissions de studio avec des invités et des experts) et les tentatives d'émissions sportives, des années passées (par exemple, les meilleurs matches de l'équipe de Russie de football sur les grands tournois de football et de leur qualification, les plus spectaculaires et les matches de coupe d'Europe des années précédentes, etc. En raison de la situation de force majeure, la chaîne a acquis les droits de diffusion d'événements sportifs non annulés en raison du coronavirus, tels que les championnats d'Australie et de Biélorussie. Pour cette raison, les vues de la chaîne de télévision ont considérablement diminué de moitié: ainsi, le 12 mars 2020, la chaîne de télévision a regardé en moyenne par 3,7% des téléspectateurs masculins de 14 à 59 ans dans les villes de Russie avec une population de plus de 100 000 personnes. Dans le même temps, il y a un an, le 12 mars, la part de la chaîne était de 5,3 %. Une chute similaire a eu lieu d'autres jours. La part moyenne de la chaîne entre le 12 et le 21 mars est passée de 3,7% il y a un an à 2% les mêmes jours de cette année.
Le 6 novembre 2020, les médias annoncent que la productrice principale de la chaîne, Natalia Bilan, a quitté son poste.
Depuis février 2021, «Match TV«, afin d'augmenter les classements, a commencé à diffuser du contenu antisportif — parmi eux, le magazine de télévision automobile» main Road «(Avec NTV), le spectacle " Dancing " (avec TNT), ainsi que diverses séries (principalement des rediffusions d'autres chaînes de télévision de la Holding) et des films.
Au cours de l'année 2021, il est prévu de lancer sa propre agence de presse «Match+» (dont le directeur général est nommé: Vassili Konov), ainsi qu'un centre de presse. Ce faisant, la création d'une station de radio à l'intérieur de l'écosystème "Match!" il n'est pas prévu, car, selon le directeur général de» Gazprom-Media " Alexandre Jarov, ce processus n'est pas rentable.
En octobre 2021, on apprend que le montant du nouveau contrat de la chaîne avec la premier League russe dépasse 100 millions de dollars par saison.